# Лапланш, Жан-Батист Антуан
Жан-Батист Антуан Лапланш (фр. Jean-Baptiste Antoine Laplanche; 1757—1832) — французский военный деятель, бригадный генерал (1803 год), барон (1808 год), участник революционных и наполеоновских войн.

## Биография
Поступил на службу 28 января 1776 года в Королевский кавалерийский полк. 18 октября 1787 стал адъютантом полка. 1 января 1791 года, в ходе реорганизация армии, Королевский полк стал 4-м кавалерийским полком. 17 июня 1792 года Лапланш дослужился до звания капитана. Сражался в рядах Мозельской армии. 29 ноября 1793 года получил одиннадцать сабельных ударов (4 в голову, 3 в левую руку, 3 в правую руку и один в колено) во время сражения Кайзерслаутерне, когда атаковал во главе своей роты. 22 июля 1794 года был произведён в командиры эскадрона, а уже 2 октября 1794 года стал полковником и возглавил 4-й кавалерийский.
Он был ранен в голову и правую руку 16 июня 1796 года при Вецларе и в правую руку 4 сентября 1796 года во время Вюрцбургской битвы. Служил в Рейнской армии.
29 августа 1803 года дослужился до звания бригадного генерала. Генерал Удино характеризовал его как «офицера лучшей формы, сочетающего с образцовой нравственностью и знаниями, которые характеризуют выдающегося офицера». 22 сентября 1803 года Первый консул поручил ему командовать драгунами в Алансоне, а 10 ноября перевёл во 2-ю кавалерийскую дивизию лагеря Компьень.
Он оставался в Армии Берегов Океана с 1803 по 1805 годы. 26 августа 1805 Лапланш возглавил 2-ю бригаду 4-й драгунской дивизии в составе Великой Армии. Отличился в кампаниях 1805-07 годов. Сражался при Аустерлице 2 декабря 1805 года. 25 января 1807 года при Морунгене под ним убили лошадь. Также отличился 14 июня 1807 года во время битвы при Фридланде.
Вернувшись в Париж в 1808 году, он 14 января возглавил бригаду в дивизии Ласалля. 17 марта 1808 года получил дотацию в размере 10000 франков ежегодной ренты с Вестфалии и 21 сентября был пожалован титулом барона Империи. 17 октября 1808 года он присоединился к Армии Испании и 15 ноября был зачислен в штаб этой армии. 11 декабря возглавил кавалерийское депо в Мадриде. 19 июня 1810 года вышел в отставку.
Во время «Ста дней» он отвечал за оборону Шарльвиля и был вынужден капитулировать.  Получив свободу, он удалился к себе домой в Шарльвиль, где и умер 8 января 1832 года.

## Воинские звания
- Солдат (28 января 1776 года);
- Бригадир (11 января 1781 года);
- Бригадир-фурьер (9 сентября 1784 года);
- Младший лейтенант (15 сентября 1791 года);
- Лейтенант (10 мая 1792 года);
- Капитан (17 июня 1792 года);
- Командир эскадрона (22 июля 1794 года);
- Полковник (2 октября 1794 года);
- Бригадный генерал (29 августа 1803 года).

## Титулы
- Барон Лапланш и Империи (фр. baron Laplanche et de l'Empire; декрет от 19 марта 1808 года, патент подтверждён 21 сентября 1808 года в Сен-Клу)[1][2].

## Награды
Легионер ордена Почётного легиона (11 декабря 1803 года)
 Коммандан ордена Почётного легиона (14 июня 1804 года)
 Кавалер военного ордена Святого Людовика (1814 года)